# Mercedes-Benz klasy S Coupe
Mercedes-Benz klasy S Coupe – samochód sportowy klasy luksusowej produkowany pod niemiecką marką Mercedes-Benz w latach 1981–1992 oraz 2014–2020.

## Pierwsza generacja

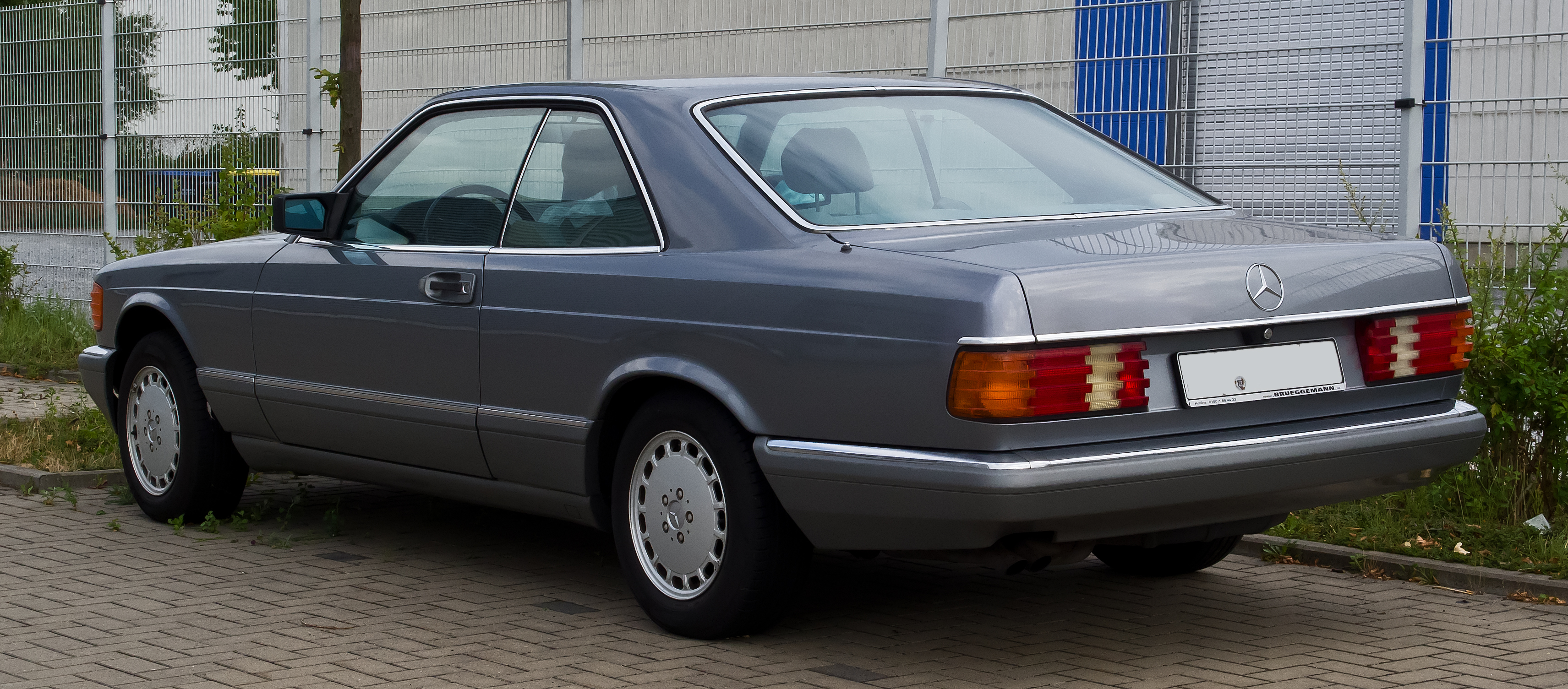
Mercedes klasy S Coupe I (C126) - tył

Mercedes klasy S Coupe I został zaprezentowany po raz pierwszy we wrześniu 1981 roku.
Przy okazji prezentacji drugiej generacji Klasy S oferta nadwoziowa samochodu została po raz pierwszy rozbudowana także o dwudrzwiowe coupe (oznaczenie modelu C126). Samochód przedstawiono jesienią 1981 roku na Salonie we Frankfurcie nad Menem. Samochód dla podkreślenia odrębnego względem sedana charakteru otrzymał inne akcenty stylistyczne. Atrapa chłodnicy jest szersza i wzbogacona dużym logo marki. Reflektory są krótsze i zajmują mniej powierzchni. Ponadto, słupek C jest grubszy, a nadwozie ma bardziej ścięty kształt.
Samochód miał bardzo luksusowy charakter. Ukazywały to materiały, do których należały m.in. deska rozdzielcza wyłożona wysokiej jakości materiałami, w tym również skórą, barwione szyby okien, zabezpieczające przed nadmiernym nagrzewaniem się wnętrza, elektrycznie opuszczane szyby, centralnie – z miejsca kierowcy – blokowane drzwi, pokrywa bagażnika, klapka wlewu paliwa, elektrycznie ogrzewana szyba tylna, elektryczne fotele przednie i tylne z pamięcią, elektryczne zagłówki, telefon, ASR i inne. Dodatkowym wyposażeniem mogły być reflektory zaopatrzone w wycieraczki ze spryskiwaczamii elektrycznie ogrzewane fotele. Za dopłatą można było otrzymać klimatyzację oraz poduszkę powietrzną montowaną w piaście kierownicy i poduszkę powietrzną dla pasażera z przodu. Nadwozie pojazdów SEC stawiało jeszcze mniejszy opór powietrza, jego współczynnik  wynosił Cx=0,34.
Po raz kolejny do nazwy "Klasa S Coupe" Mercedes powrócił dopiero w 2014 roku. W międzyczasie, największe luksusowo-sportowe coupe w ofercie było oferowane jako trzy kolejne generacje Mercedesa CL.

### Silniki
Modele do 1985 - coupe
| model   | silnik               | pojemność | moc                          | uwagi |
| ------- | -------------------- | --------- | ---------------------------- | ----- |
| 380 SEC | 8 cylindrów widlasty | 3818 cm³  | 150 kW/204 KM, 160 kW/218 KM |       |
| 500 SEC | 8 cylindrów widlasty | 4973 cm³  | 170 kW/231 KM, 177 kW/240 KM |       |

Modele od 1985 - coupe
| model   | silnik               | pojemność | moc                                      | uwagi                         |
| ------- | -------------------- | --------- | ---------------------------------------- | ----------------------------- |
| 420 SEC | 8 cylindrów widlasty | 4196 cm³  | 165 kW/224 KM, 160 kW/218 KM             | 150 kW/204 KM z katalizatorem |
| 500 SEC | 8 cylindrów widlasty | 4973 cm³  | 185 kW/252 KM, 180 kW/245 KM             | 164 kW/223 KM z katalizatorem |
| 560 SEC | 8 cylindrów widlasty | 5547 cm³  | 220 kW/300 KM (ECE), 205 kW/279 KM (RUF) | 178 kW/242 KM z katalizatorem |

## Druga generacja

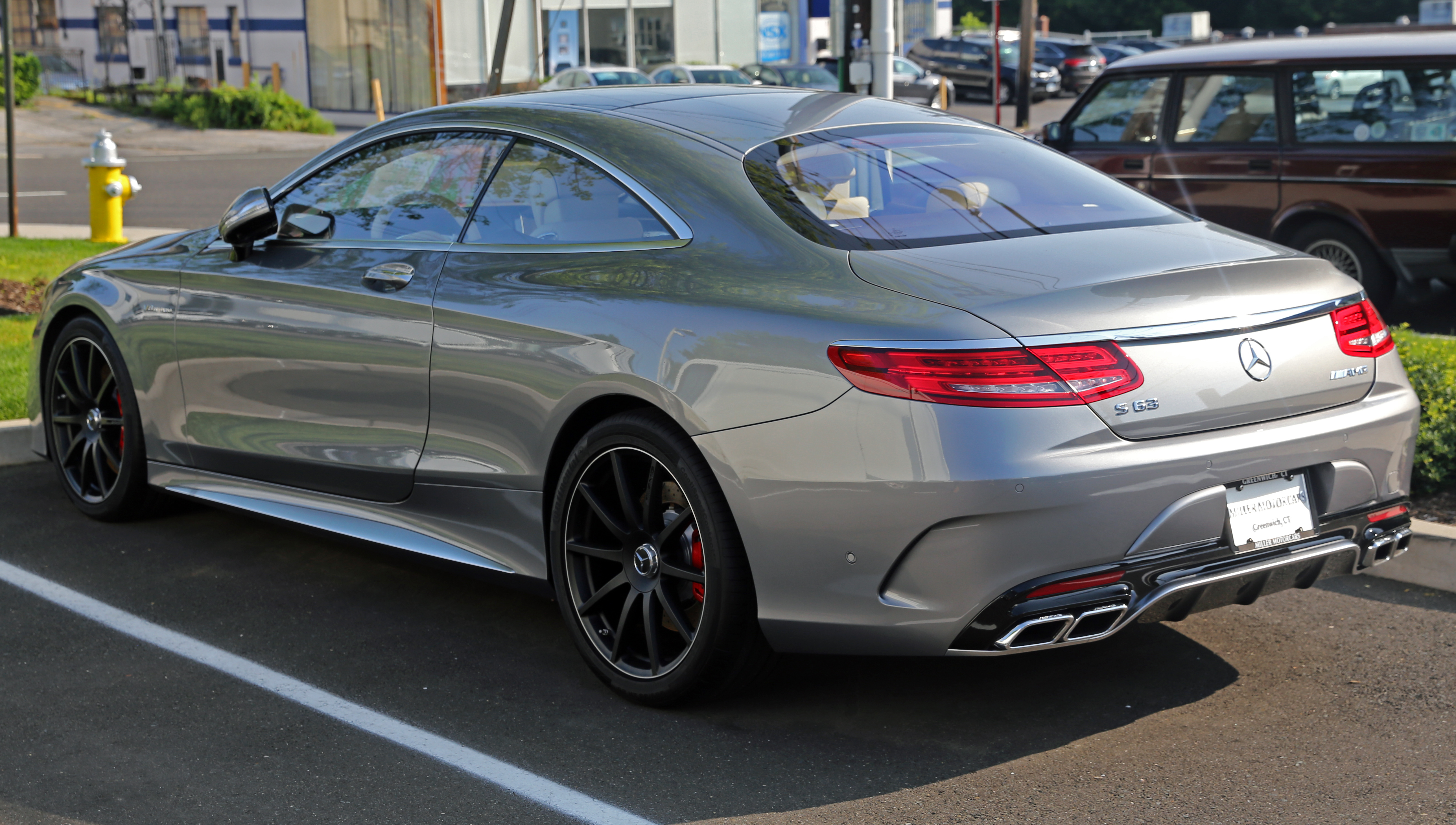
Mercedes-Benz klasy S Coupe II - tył

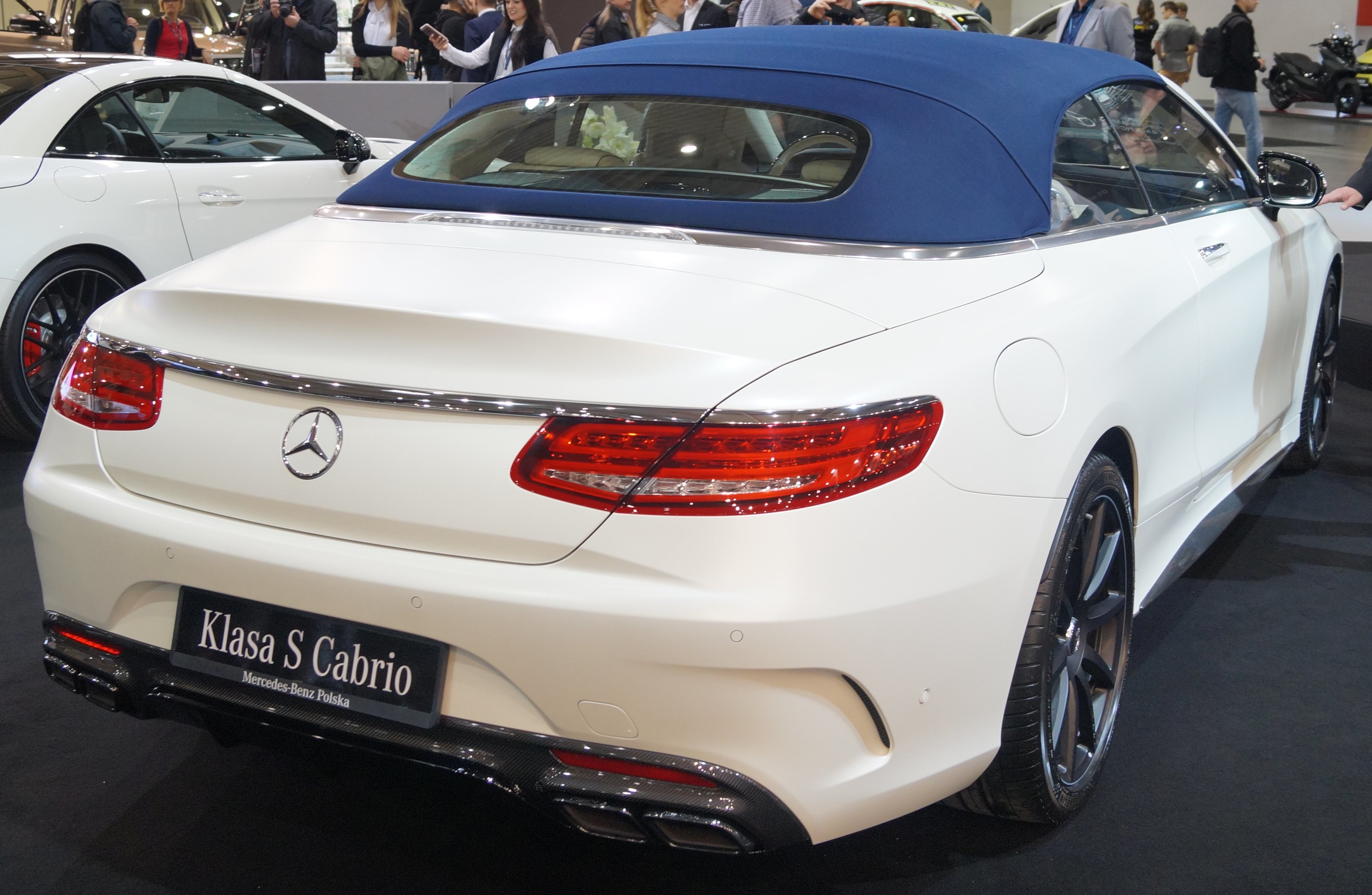
Mercedes-Benz klasy S Cabriolet II

Mercedes-Benz klasy S Coupe II został zaprezentowany po raz pierwszy w lutym 2014 roku.
W lutym 2014 roku Mercedes zaprezentował klasę S z nadwoziem typu coupe. W zależności od wersji samochód może być wyposażony m.in. w reflektory przednie, z których każdy przyozdobiony został 47 kryształami Swarovskiego. W początkowym okresie auto oferowane jest wyłącznie jako model S500 z benzynowym silnikiem biturbo V8 o pojemności 4663 cm³. Jednostka dysponuje mocą 455 KM i maksymalnym momentem obrotowym 700 Nm. Nowością jest zawieszenie Magic Body Control, które potrafi wychylać nadwozie na zakrętach w podobny sposób, jak czyni to np. motocyklista. Dzięki temu na pasażerów działają mniejsze siły poprzeczne a kierowca odczuwa większą przyjemność z jazdy. 
Pierwsze egzemplarze Mercedesa S Coupe trafią do nabywców w połowie 2014 roku/
Wiosną 2014 zaprezentowano Mercedesa S63 AMG Coupe. Samochód napędzany jest silniki V8 biturbo o pojemności 5.5 l i mocy 585 KM. Moment obrotowy wynosi 900 Nm i przekazywany jest za pomocą zautomatyzowaną skrzyni AMG Speedshift na koła tylne. Opcjonalnie dostępny jest napęd wszystkich kół. Pierwsze samochody trafią do klientów we wrześniu 2014 roku. W lipcu 2014 debiutowała wersja S65 AMG Coupe. Źródłem napędu tego modelu jest silnik V12 biturbo o pojemności 6 litrów i mocy 630 KM.
We wrześniu 2015 roku oferta została poszerzona o Mercedesa klasy S Cabrio. Samochód ma cztery miejsca i składany elektrycznie w 20 sekund brezentowy dach. Klasa S z nadwoziem Cabrio dostępna będzie jedynie z topowymi wersjami napędowymi. Najsłabsza z nich – S500 – ma pod maską 4,7-litrowy, podwójnie doładowany silnik V8 o mocy 455 KM i maksymalny momencie obrotowym 700 Nm. W ofercie pojawi się też model S 63 AMG. .
W 2019 roku potwierdzono informacje, że Klasa S Coupe zaledwie po jednej generacji od przywrócenia jej do oferty zostanie wycofana pod koniec 2020 roku bez następcy.